# Titularbistum Dragobitia
Dragobitia (Drago) (ital.: Dragobizia) ist ein Titularbistum der römisch-katholischen Kirche. 
Es geht zurück auf einen untergegangenen Bischofssitz in der gleichnamigen griechischen Stadt und war der Kirchenprovinz Thessalonica zugeordnet.
| Titularbischöfe von Dragobitia |                                                   |                                                                            |                   |                  |
| Nr.                            | Name                                              | Amt                                                                        | von               | bis              |
| 1                              | Antonio Vespoli CR                                | Koadjutorbischof von Potenza (Italien)                                     | 5. Mai 1599       | 1602             |
| 2                              | Gaspare Cardoso OSB                               | Koadjutorbischof von Potenza (Italien)                                     | 7. April 1603     | 19. Juni 1606    |
| 3                              | Johann Werner Schnatz                             | Weihbischof in Bamberg (Deutschland)                                       | 16. November 1705 | 23. Juli 1723    |
| 4                              | Ernst Amadeus von Attems                          | Weihbischof in Passau (Deutschland)                                        | 2. Dezember 1735  | 6. Oktober 1742  |
| 5                              | Johann Kaspar Reichsgraf von Wolkenstein-Rodeneck | Weihbischof in Trient (Heiliges Römisches Reich Deutscher Nation)          | 15. Juli 1743     | 12. April 1744   |
| 6                              | Frigyes József Pfütschner                         | Weihbischof in Győr (Raab) (Ungarn)                                        | 15. Dezember 1755 | 9. Juni 1768     |
| 7                              | William Walton                                    | Koadjutorvikar, Apostolischer Vikar von Northern District (Großbritannien) | 18. Juli 1770     | 26. Februar 1780 |
| 8                              | Thomas Scallan OFM                                | Apostolischer Vikar von Neufundland (Kanada)                               | 20. März 1815     | 29. Mai 1830     |